# Österreichische Judo-Damen-Mannschaftsmeisterschaft 2015
Die Österreichische Judo-Damen-Mannschaftsmeisterschaft 2015 ermittelte zum 34. Mal den Österreichischen Mannschaftsmeisters im Judo. Sie wurde vom Österreichischen Judoverband ausgetragen. Sieger war zum 9. Mal der Vereinsgeschichte der Samurai Wien.

## Tabelle
| Position | Mannschaft                 | Ort               | Bundesland     | Quelle |
| -------- | -------------------------- | ----------------- | -------------- | ------ |
| 1        | Samurai Wien               | Leopoldstadt      | Wien           | [ 3 ]  |
| 2        | UJZ Mühlviertel            | Niederwaldkirchen | Oberösterreich | [ 4 ]  |
| 3        | WAT Stadlau                | Stadlau           | Wien           | [ 4 ]  |
|          | ESV Sanjindo Bischofshofen | Bischofshofen     | Salzburg       | [ 4 ]  |
|          | PSV Salzburg               | Salzburg          | Salzburg       | [ 4 ]  |

Stand: 2025-03-16

## Begegnungen
| Datum             | Ort     | Mannschaft 1    | Mannschaft 2               | Siege 1 | Siege 2 | Quelle |
| ----------------- | ------- | --------------- | -------------------------- | ------- | ------- | ------ |
| 14. November 2015 | Gmunden | WAT Stadlau     | Samurai Wien               | 3       | 2       | [ 4 ]  |
| 14. November 2015 | Gmunden | WAT Stadlau     | UJZ Mühlviertel            | 2       | 3       | [ 4 ]  |
| 14. November 2015 | Gmunden | UJZ Mühlviertel | Samurai Wien               | 2       | 3       | [ 5 ]  |
| 14. November 2015 | Gmunden | Samurai Wien    | PSV Salzburg               | 4       | 1       | [ 4 ]  |
| 14. November 2015 | Gmunden | UJZ Mühlviertel | ESV Sanjindo Bischofshofen | 3       | 2       | [ 5 ]  |
| 14. November 2015 | Gmunden | UJZ Mühlviertel | PSV Salzburg               | 3       | 1       | [ 5 ]  |

## Kader des österreichischen Meisters
| Mannschaft   | Name             | Quelle |
| ------------ | ---------------- | ------ |
| Samurai Wien | Hilde Drexler    | [ 4 ]  |
| Samurai Wien | Raphaela Findeis | [ 4 ]  |
| Samurai Wien | Lisa Gfrerer     | [ 4 ]  |
| Samurai Wien | Sarah Krames     | [ 4 ]  |
| Samurai Wien | Narges Mohseni   | [ 4 ]  |
| Samurai Wien | Katharina Tanzer | [ 5 ]  |